# 莆田广播电视台
莆田广播电视台是福建省莆田市的市级电视台，于1983年3月建台，1989年9月25日正式开播。

## 历史
- 1983年3月，当时的中共莆田县委在壶公山电视差转台的基础上，建立莆田电视台，初期隶属于县委宣传部。
- 1983年9月，莆田电视台管理权移交至莆田市广播电视事业局。[1]
- 1986年6月，第一次试播《兴化新闻》[2]。后于1987年6月29日，调整为每周播出一次。
- 1987年8月7日，国家广电总局批准莆田电视台建台。
- 1989年9月25日，莆田电视台正式开播。《兴化新闻》调整为每周播出两次。[3]
- 1992年5月9日，莆田有线电视台开播。初期仅以转播内容为主。1997年，开办自制节目。[4]
- 2001年7月，莆田电视台与莆田有线电视台合并，合并后，分别更名为新闻综合频道（莆田1套）、经济生活频道（莆田2套）、综艺影视频道（莆田台-3）。
- 2002年9月，莆田电视台、莆田人民广播电台与莆田市各区县电视台、广播电台等单位合并，成立莆田市广播电视中心，后于2013年改为莆田广播电视台。
- 2013年4月22日，互动类节目《你说我说大家说》第一期录制，并于随后开播。[5]
- 2014年5月5日，莆田广播电视台进行全台改版。新闻综合频道开播《壶兰监督》、《莆田晚新闻》；经济公共频道《来自县区的报道》停播，并拆分为《仙游新闻》、《荔城新闻》、《城厢新闻》、《涵江新闻》、《秀屿新闻》、《北岸新闻》等节目。
- 2014年9月18日，方言评书类节目《秋生讲古》开播；10月2日，电视剧《妈祖》莆仙话版开播。[6]
- 2016年2月1日，首次录制《莆田市春节联欢晚会》，随后于2月11日播出。[7]
- 2016年购买数字硬盘播出系统，实现高标清兼容播出。
- 2017年10月，莆田广播电视台购入高清转播车1部，采用奔驰底盘总成。
- 2019年11月，莆田广播电视台对原有的两套数字硬盘播出系统在原有的设备上进行高清改造，实现高标清同播，次年5月1日正式上线福建广电网络。
- 2024年8月5日，莆田广播电视台公共频道更名为文旅生活频道。[8]

## 频道列表

### 电视服务
莆田广播电视台的电视服务源于1983年3月成立，1989年正式开播的莆田电视台，现有3个电视频道。

#### 现有频道
| 頻道名稱                | 语言          | 广播格式                         | 啟播時間                                         | 频道前身 | 備註 | 備註 |
| 莆田1套（新闻综合频道） | 普通話        | SD: PAL 576i 16:9 HD: 1080i 16:9 | 标清版：1989年9月25日 高标清16:9同播：2019年11月 | 莆田电视台（主频道） | 莆田市首个无线电视频道，以新闻专题节目为主的综合电视频道                                                                         |      |
| 莆田2套（文旅生活频道） | 普通話 莆仙语 | SD: PAL 576i 16:9 HD: 1080i 16:9 | 标清版：1992年5月9日 高标清16:9同播：2019年11月  | 莆田有线电视台（主频道） 莆田有线电视台综合频道 城厢电视台 涵江电视台 莆田县电视台 湄洲电视台 莆田电视台经济生活频道 莆田电视台经济公共频道 莆田电视台公共频道 | 莆田市首个有线电视频道，以文化、旅游、生活服务节目为主的频道                                                                     |      |
| 仙游电视                | 普通話 莆仙语 | SD: PAL 576i 16:9                | 1992年3月26日                                    | 仙游电视台 | 仙游县融媒体中心电视频道，主要播出新闻和经济类、科技类、法治类、农业类、重大活动、有地方特色的文艺节目以及各类广告的综合电视频道 |      |

#### 关于县级频道
莆田市各区县及湄洲湾北岸经济开发区的融媒体中心均由莆田广播电视台管理。

#### 停播频道
| 頻道名稱               | 语言   | 广播格式         | 啟播時間 | 频道前身                                                             | 備註                                                                               | 備註 |
| 全心购物频道（莆田版） | 普通話 | SD: PAL 576i 4:3 | 2011年   | 莆田有线电视台经济信息频道 莆田电视台综艺影视频道 莆田电视台导视频道 | 数字电视频道，与厦门广播电视集团合办，约2014年莆田数字电视改播全心购物频道原版信号 |      |

### 广播服务
莆田广播电视台的广播服务源于1987年10月1日成立的莆田人民广播电台，现有3个广播频率。
| 頻道名稱     | 语言          | 广播格式      | 啟播時間       | 频道前身                                                | 備註                                                                             | 備註 |
| 综合广播     | 普通話        | AM1440 FM93.7 | 1987年10月1日  | 莆田人民广播电台（主频道） 莆田人民广播电台新闻综合广播 | 莆田市首个广播频率，以新闻、时事、专题、公益、监督类节目为主的综合广播频率       |      |
| 地方文艺广播 | 普通話 莆仙语 | FM103.0       | 2004年10月30日 | 莆田人民广播电台交通音乐广播                            | 主要为驾车人士服务的广播频率，提供路况播报、生活资讯及音乐、娱乐、方言类节目     |      |
| 仙游广播     | 普通話 莆仙语 | FM90.2        | 1986年10月     | 仙游人民广播电台 莆田人民广播电台最美音乐广播           | 仙游县融媒体中心广播频率，以新闻、时事、专题、音乐、娱乐类节目为主的综合广播频率 |      |

#### 停播频率
| 頻道名稱 | 语言          | 广播格式 | 啟播時間                                                   | 频道前身                            | 備註               | 備註 |
| 秀屿广播 | 普通話 莆仙语 |          | 1989年5月（莆田县人民广播电台） 1993年（湄洲人民广播电台） | 莆田县人民广播电台 湄洲人民广播电台 | 于2005年8月1日停播 |      |

## 节目
- 莆田新闻联播
- 今日视线
- 秋生讲古
- 莆田财经报道
- 健康生活
- 莆仙戏剧场
- 爱尚运动
- 大家说法
- 你说我说大家说